# Semana Santa en Orihuela
La Semana Santa de Orihuela, es una fiesta religiosa, declarada de interés turístico internacional, en el año 2010, representa otro atractivo cultural de la ciudad junto a su casco histórico que goza del reconocimiento como Conjunto Histórico-artístico y Monumental desde 1969.
Hay procesiones el Viernes de Pasión o de Dolores y todos los días de la Semana Santa desde Domingo de Ramos hasta Domingo de Resurrección, siendo la Procesión General del Viernes santo una de las más grandes de España al recoger catorce cofradías y más de 8000 nazarenos, 1200 músicos, dos centurias romanas, y una centuria de Guardia Pretoriana.
De especial singularidad es la procesión del Silencio, que se celebra en Jueves Santo desde la Real y Majestuosa Iglesia de Santiago de Orihuela donde es posible escuchar el sobrecogedor Canto de la Pasión.
La capitalidad de la ciudad como sede episcopal de la Diócesis de Orihuela, y el profundo y centenario arraigo religioso de los oriolanos (decenas de conventos y monasterios salpican la ciudad) han condicionado notablemente los desfiles procesionales.
Destaca su excepcional imaginería de la que sobresalen obras de autores como Nicolás de Bussy, Francisco Salzillo, José Puchol, José Sánchez Lozano, Federico Coullaut-Valera, y Enrique Galarza, entre otros. 
Una de las obras más singulares de la Semana Santa española es, sin duda, El Triunfo de la Cruz o La Diablesa de 1695, obra de Nicolás de Bussy, declarada Bien de Interés Cultural, que procesiona el Sábado Santo en la Procesión del Santo Entierro de Cristo. Representa el triunfo de la Cruz sobre la carne, el mundo y el pecado y tiene vedado el acceso a la Catedral de Orihuela durante el cortejo.
La música constituye también otro elemento singular de la Semana Santa en Orihuela. Destaca, sobre todo, el Canto de la Pasión que se interpreta todas las noches durante la semana de Pasión (previa a la Semana Santa) y el Jueves Santo durante la procesión del Silencio. El Canto de la Pasión tiene la declaración Bien de interés Cultural Inmaterial. 
En Procesión del Sábado Santo, además de La Diablesa, destaca la figura del Caballero Cubierto, singular reconocimiento que otorga anualmente el Ayuntamiento de Orihuela a un personaje que, por su amor y lealtad a la ciudad, tiene el privilegio de abanderar el cortejo con el pendón enlutado de la ciudad y, por privilegio papal que se remonta al siglo XVII, acceder a la catedral de Orihuela sin descubrirse la cabeza.

## Historia
- Nuestro Padre Jesús Nazareno. Patrón de Orihuela y su Huerta. José Sánchez Lozano.1940. Miércoles Santo. O.F.S. Muy Ilustre Mayordomía de Nuestro Padre Jesús Nazareno. Siglo XVII. Miércoles Santo

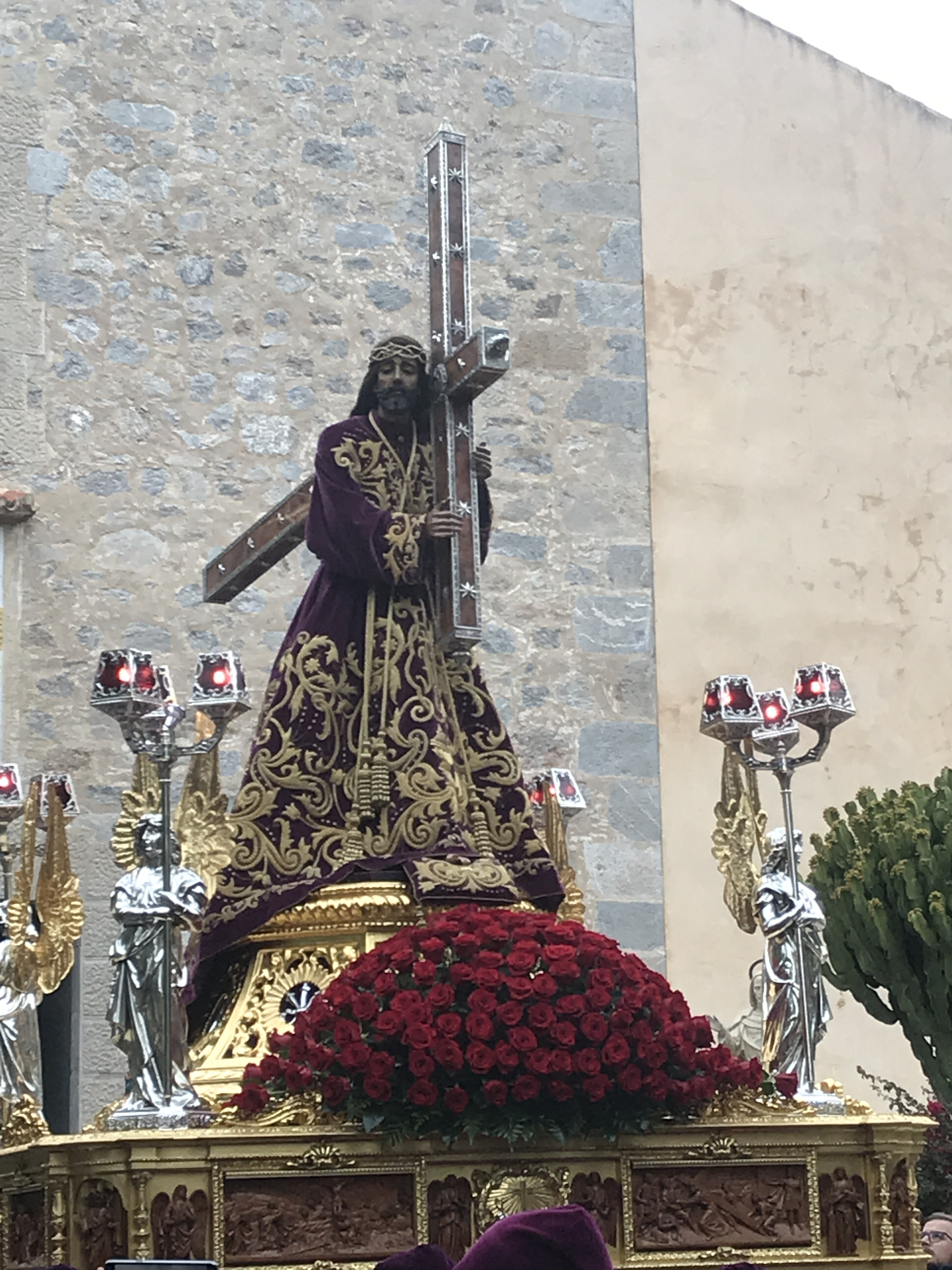
Nuestro Padre Jesús Nazareno. Patrón de Orihuela y su Huerta. José Sánchez Lozano.1940. Miércoles Santo. O.F.S. Muy Ilustre Mayordomía de Nuestro Padre Jesús Nazareno. Siglo XVII. Miércoles Santo

En 1536. Los orígenes de la Semana Santa de Orihuela están íntimamente ligados a la Capilla de Loreto, ubicada en la Calle Mayor, junto al Palacio Episcopal, fundada en 1536, donde tenían su sede cuatro cofradías con las invocaciones del Santísimo Sacramento, Purísima Sangre de Cristo o Nuestro Padre Jesús, Nuestra Señora de Loreto y Nuestra Señora de los Desamparados. Sus obligaciones eran proveer la cera que se consumía en la Catedral y enterrar a los que morían desamparados y sentenciados por la justicia. Para realizar estos deberes tenían una fábrica de cera y pedían limosna en una procesión que organizaban el Viernes Santo por la tarde. A esa procesión, llamada "de los penitentes", también se unían los caballeros y ciudadanos, que habían formado la Cofradía de Nuestra Señíora de la Soledad. Desfilan en total cuatro pasos que representaban a Nuestro Padre Jesús Nazareno, Jesucristo clavado en la Cruz, el descendimiento y Nuestra Señora de la Soledad. Acompañando cada insignia van los cantores y músicos de la Catedral, dirigidos por su Maestro de Capilla.
- En 1602, existe constancia documental de que el Ayuntamiento de Orihuela pagaba las antorchas de cera blanca y roja, que utilizaban los jurados que acompañaban la procesión..

- El Triunfo de la Cruz. La Diablesa. 1695. Nicolás de Bussy. Bien de Interés Cultural. Sábado Santo

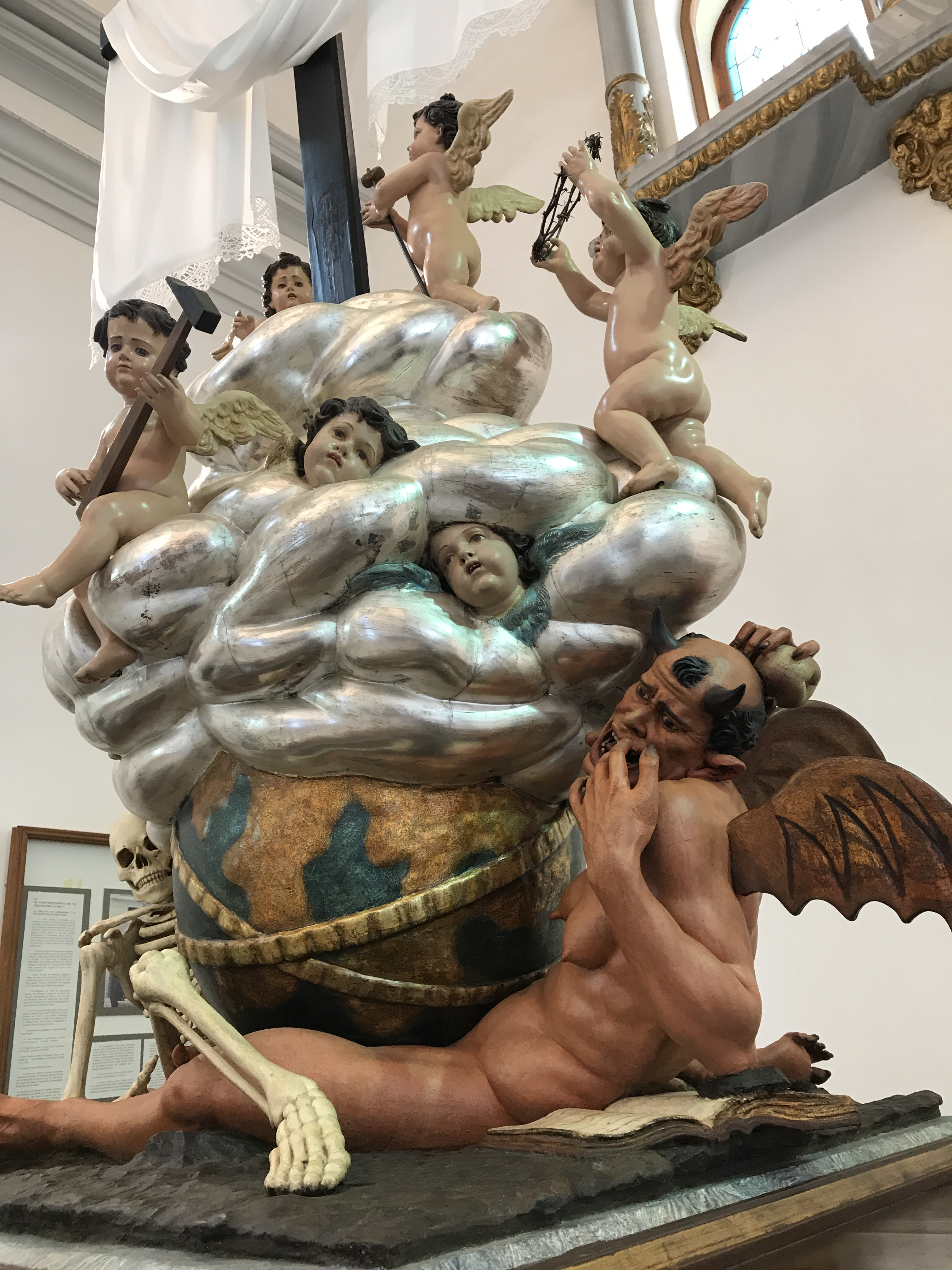
El Triunfo de la Cruz. La Diablesa. 1695. Nicolás de Bussy. Bien de Interés Cultural. Sábado Santo

En 1622, se firma una concordia entre los mayordomos de la Soledad y del Santísimo Sacramento, las dos cofradías que organizaban la entonces llamada "Procesión de la Sangre", que sacaban el Viernes Santo por la tarde de la Capilla del Loreto. En el preámbulo de la concordia se especifica que se realiza para evitar los disgustos que ocasionaban las discrepancias de los mayordomos de ambas cofradías cuando pretendían llevar la procesión por diferentes itinerarios. Para ello, acuerdan un recorrido fijo por diversas calles y plazas, además de pasar por el interior de la Catedral y de la Parroquia de Santa Justa, entrando por una de sus puertas y saliendo por otra.
- A mediados del siglo XVII comienza a salir del convento de Franciscanos una nueva procesión que se celebra también el Viernes Santo, pero por la mañana. En ella se pedía limosna invocando a Nuestro Padre Jesús Nazareno, y surgen diferencias con la Cofradía del Santísimo Sacramento que hacía lo mismo por la tarde.

- En 1661, la Venerable Orden Tercera, con sede en el Convento de Franciscanos, y la Cofradía del Santísimo Sacramento, con sede en la Capilla del Loreto, firman una concordia donde se reconoce que esta última, desde tiempo inmemorial, tenía la imagen de Jesús Nazareno y las demás insignias de la Pasión de Nuestro Señor, con las cuales hacía la procesión de Viernes Santo por la tarde, en la que pedían limosna invocando la Preciosísima Sangre de Jesucristo.

- En los últimos años del siglo XVII, además de los mercaderes que ya colaboraban en la procesión de la tarde del Viernes llevando el Santo Cristo, se incorporan los panaderos y horneros que desde 1692, sacan la "Oración en el Huerto", y el gremio de labradores que participa en 1694, llevando una Cruz y sacando al año siguiente el conocido paso de "La Diablesa", realización del genial escultor fray Nicolás de Bussy.

- En 1712, se abre una nueva etapa. Tras el paréntesis de la Guerra de Sucesión, vuelven a salir las procesiones, pero será a mediados del siglo XVIII cuando alcancen gran auge con el establecimiento de otro desfile que partía de la Capilla de la Santa Cruz y del Pilar.

- La Real Congregación de Nuestra Señora del Pilar organiza en 1758 otra procesión "de los Pasos de la Pasión de Jesuscristo", que se realiza el Jueves Santo por la tarde. Constaba de siete insignias realizadas por prestigiosos escultores. Entre ellas, destacan las construidas por Francisco Salzillo, que son motivo de orgullo para el arte de Orihuela: El Lavatorio, fechado en 1758; San Pedro Arrepentido, de 1759 y el "Pretorio y casa de Pilato" - actual Ecce-Homo -, estrenado en 1777. En esta procesión ya salían "armaos vestidos con yerros", bocinas y tambores.

### Siglo XIX
En el siglo XIX, después del paréntesis ocasionado por la Guerra de Independencia, el fraile franciscano Mariano de la Concepción Luzón hace que se renueven algunos pasos, salgan los "armaos", se realice de nuevo la procesión organizada por la Congregación del Pilar; y en 1852, el Martes Santo, salga desde San Gregorio, la imagen de Nuestro Padre Jesús de la Caída, obra realizada por Francisco Salzillo en 1770. Ya a mediados del siglo XIX, se celebran procesiones el Domingo de Ramos, Martes, Miércoles, Jueves y Viernes Santo. Nuestra Semana Mayor va adquiriendo mayor realce, aunque falle en ocasiones el fervor popular que es sustituido por nazarenos obligados. Después del paréntesis de la Guerra Civil, las procesiones de Semana Santa de Orihuela logran su máximo esplendor, como muy bien define el obispo Luis Almarcha Hernández: "Nuestras, procesiones decayeron cuando se relegaron a nazarenos obligados. Ha habido un tiempo de decadencia procesional, con siervos más o menos voluntarios. Miraban los señores las procesiones que hacían los siervos; menos mal si alguna vez se dignaban guiados, además de pagarlos...; hoy las cofradías, en hermandad cristiana, el primer sacrificio que hacen es... pagar por salir y luego ocultar su cara al público.

### Siglo XX
Allí, en rígidas filas, todos señores, todos caballeros, porque todos dan lo mismo y todos cumplen los mismos deberes, y todos tienen los mismos pergaminos de nobleza cristiana, van confundidos todos los oriolanos".
Efectivamente, durante el último medio siglo las procesiones de Semana Santa agrupan en sus diferentes Cofradías y Hermandades innumerables personas de la ciudad y su huerta. Son miles los nazarenos que participan cada año en los desfiles penitenciales. Existen más pasos que en épocas pasadas y el espíritu de superación y participación es extraordinario. El visitante puede verse en el Museo de Semana Santa lo que, han acumulado muchas generaciones de oriolanos para conmemorar la Pasión, Muerte y Resurrección de Jesús, pero no conocerá la auténtica Semana Santa de Orihuela sino asiste o participa en su Semana Mayor. Además, ya en la última parte del siglo XX, concretamente en 1989, la Semana Santa de Orihuela fue declarada de Interés Turístico Nacional, gracias a las laboriosas gestiones del Diputado al Congreso por Alicante por Centro Democrático y Social, hijo de Orihuela, el Excmo. Sr D. Rafael Martínez-Campillo García.

### Siglo XXI
El Siglo XXI, ha traído el tan merecido reconocimiento como fiesta de interés turístico internacional a una Semana Santa de especial arraigo, tradición y devoción. La Semana Santa de Orihuela ha quedado indudablemente influenciada por su condición de sede episcopal, estando la sociedad oriolana íntimamente imbuida en festividades religiosas, litúrgicas y solemnes celebraciones desde el Siglo XVI y condicionando la liturgia  el desarrollo de los desfiles procesionales. La participación del obispo de la Diócesis de Orihuela y del Seminario dan muestra de ello.

## Procesiones

### Viernes de dolores
La Hermandad de Nuestra Señora de las Angustias y el Santísimo Cristo de los Agobiados abre las procesiones de Semana Santa. Desde las 9pm, desfila de Santa Justa y Rufina hasta el barrio de las Angustias. El crucificado es anónimo del siglo XX mientras que la iconografía de la Piedad de Nuestra Señora de las Angustias es del escultor Antonio Greses (1968). Esta hermandad fue fundada en el año 2000 y sus nazarenos procesionan con túnica, media capa, capirote y sandalias negras con fajín y guantes blancos.

### Domingo de Ramos
El Domingo de Ramos se realizan dos procesiones. En la tarde, desfila la Mayordomía de Nuestra Señora de los Dolores, conocida como "Las Mantillas". en la noche desfilan la Cofradía de la Flagelación y la Hermandad del Cristo de Zalamea y Virgen del Consuelo.

#### Mayordomía de Nuestra Señora de los Dolores. 1754.

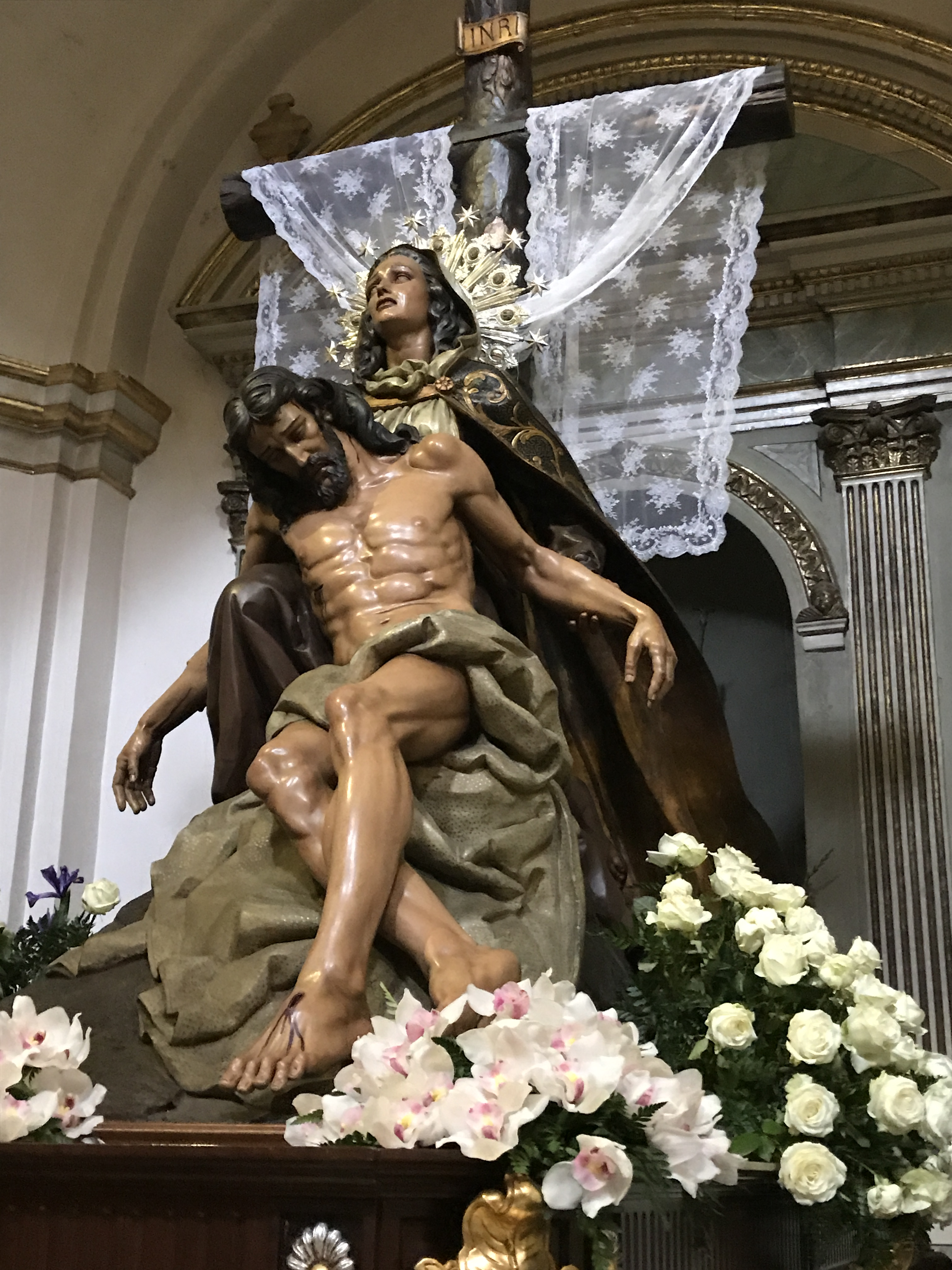
Nuestra Señora de los Dolores. 1943. Federico Coullaut-Valera. Mayordomía de Nuestra Señora de los Dolores. 1754

En la Real, Insigne y Majestuosa Iglesia de Santiago el Mayor de Orihuela y desde 1754 nació una Cofradía de Nuestra Señora de los Dolores al amparo de los Romanos Pontífices y de los Obispos de Orihuela que daba culto a esa advocación de la Virgen. Procesiona en la tarde de Domingo de Ramos, desde la Iglesia de Santiago de Orihuela; y en Viernes Santo en la Procesión General de la Pasión. En la actualidad, componen la Mayordomía dos pasos, El Cristo de las Santas Mujeres obra de José Vázquez, y Nuestra Señora de los Dolores 1943, obra del genial escultor Federico Coullaut-Valera. Por lo que hace al vestuario, las mujeres procesionan con traje negro, peina y mantilla española; y los hombres con riguroso traje de etiqueta. Conviene señalar, que la Mayordomía de Nuestra Señora de los Dolores es una de las más antiguas que constituyen la actual Semana Santa de Orihuela, y el paso Nuestra Señora de los Dolores es una obra que viene a sustituir la anterior imagen destruida en la Guerra Civil Española.
Música: Toque de Clarines de la Mayordomía de Ntra. Sra. de los Dolores (Anónimo). España Llora (Antonio Contreras).

#### Cofradía de la Flagelación. 1944.
La Cofradía de la Flagelación, también conocida como "Los Azotes" fue fundada en 1944. Su imaginería está compuesta por La Flagelación (1945) del escultor Enrique Galarza en trono de plata de Manuel Orrico y La Coronación de Espinas (1959) de Manuel Ribera Girona también sobre trono de plata de Orrico. El vestuario viene definido por una túnica y capirote rojo bajo una capa de color morado.
Música: Cristo de la Flagelación (Ángel Lasheras).

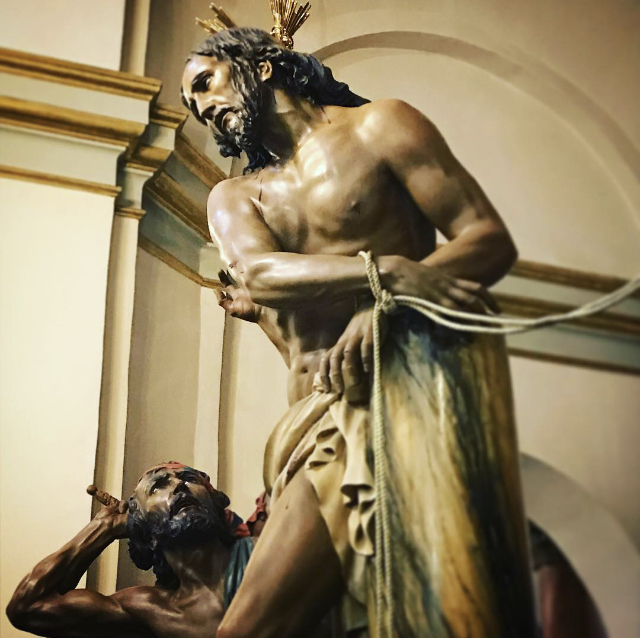
La Flagelación. 1945. Enrique Galarza. Cofradía del Santísimo Cristo de la Flagelación. 1944. Domingo de Ramos

#### Hermandad Penitencial del Santísimo Cristo de Zalamea y María Santísima del Consuelo. 1969.

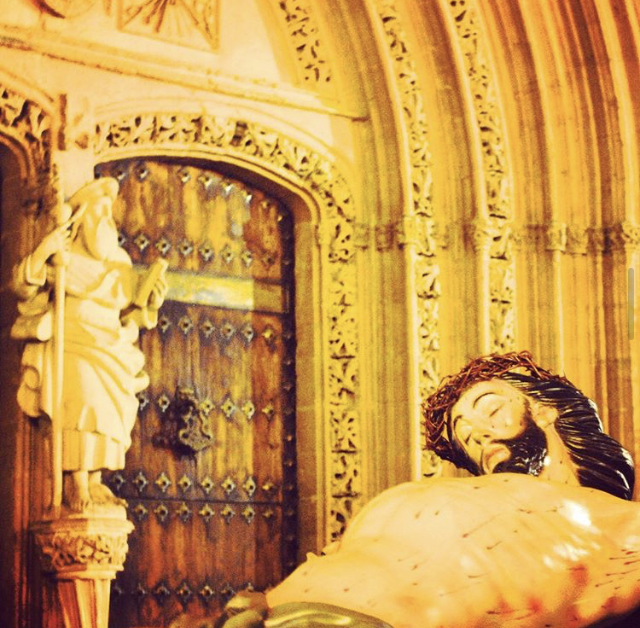
Santísimo Cristo de Zalamea. Siglo XVIII. Atribuido a Francisco Salzillo. Hermandad del Cristo de Zalamea y Virgen del Consuelo (Orihuela). 1969. Domingo de Ramos

La Hermandad Penitencial del Santísimo Cristo de Zalamea y María Santísima del Consuelo fue fundada en 1969 y tiene su sede en el Monasterio de San Juan de la Penitencia de Orihuela. Está constituida en torno a dos imágenes de especial valor histórico-artístico: el Santísimo Cristo de Zalamea del siglo XVII, atribuido a Nicolás de Bussy, y María Santísima del Consuelo que data del siglo XVIII, atribuido a Roque López. Procesiona el Domingo de Ramos desde la Iglesia del Monasterio de San Juan de la Penitencia hasta el Santuario de Nuestra Señora de Monserrate, Patrona de Orihuela. Ambos tronos son portados a hombros por costaleros (El Cristo) y costaleras (La Virgen) con los rostros cubiertos por capirotes negros y ataviados con túnicas blancas.
Música: Toque de tambores de la Hermandad del Cristo de Zalamea (anónimo) y Plegaria al Cristo de Zalamea. Francisco Grau Vegara.

### Lunes Santo
En la noche de Lunes Santo desfilan la Cofradía de la Samaritana y la Hermandad del Prendimiento

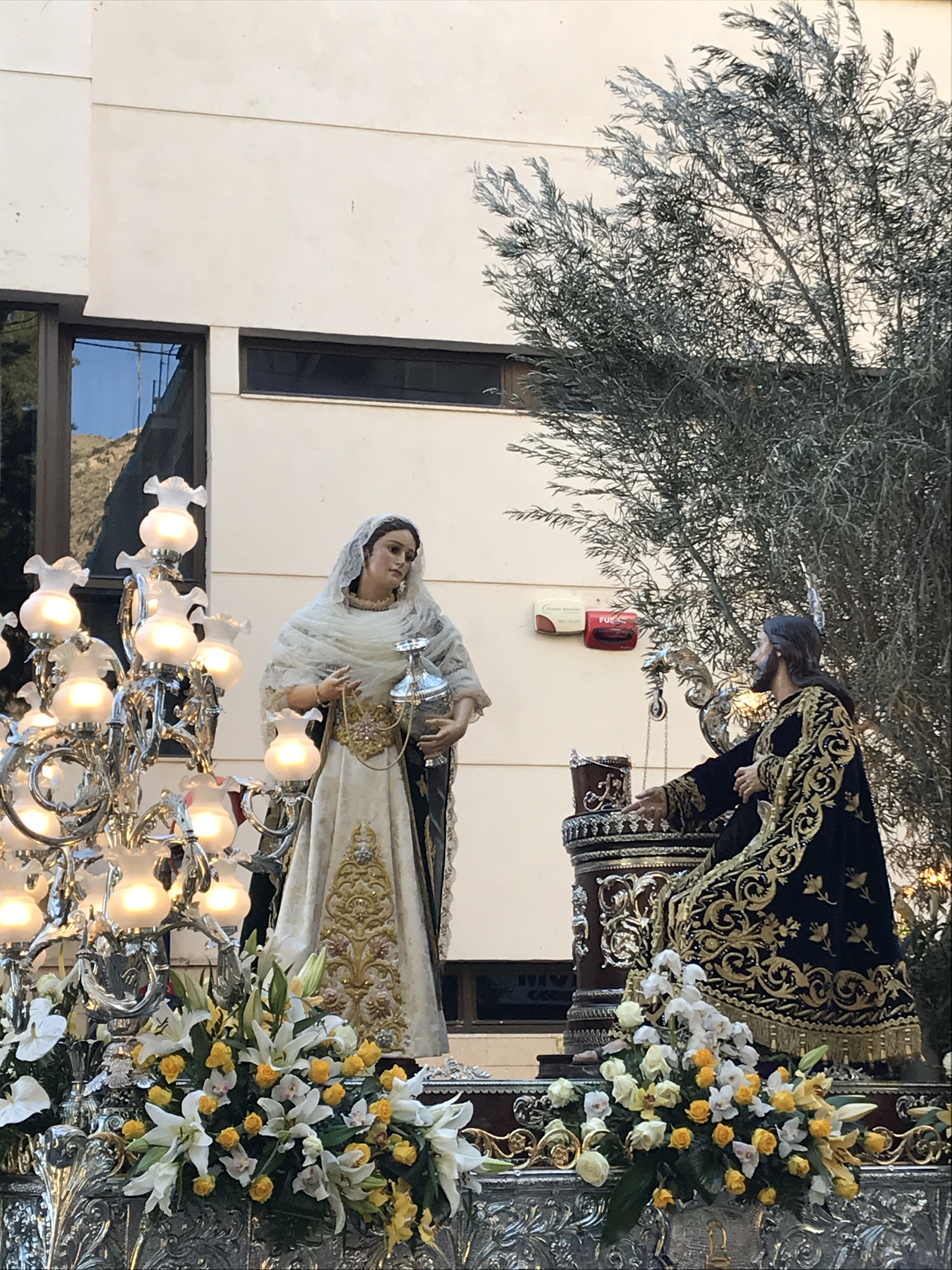
La Samaritana. 1946. Federico Coullaut-Valera. Cofradía de La Samaritana. Lunes Santo

#### Cofradía de la Samaritana. 1942.
La Cofradía de la Samaritana de Orihuela fue fundada en el año 1942. Con su nombre desfilan dos pasos: La Samaritana, obra del escultor Vicente Gresses en 1943 (la imagen de la Samaritana fue sustituida en 1946 por otra de Federico Coullaut-Valera) sobre trono de plata de Orrico; y por la Conversión de María Magdalena (1969), obra de José Planes Y García Mengual en trono de plata de Hijos de Peris Bacete. Conforma su vestuario capa y capirote amarillo oro sobre túnica blanca con los escudos de la cofradía bordados. Los cirios están labrados por el orfebre Benedicto Martínez.

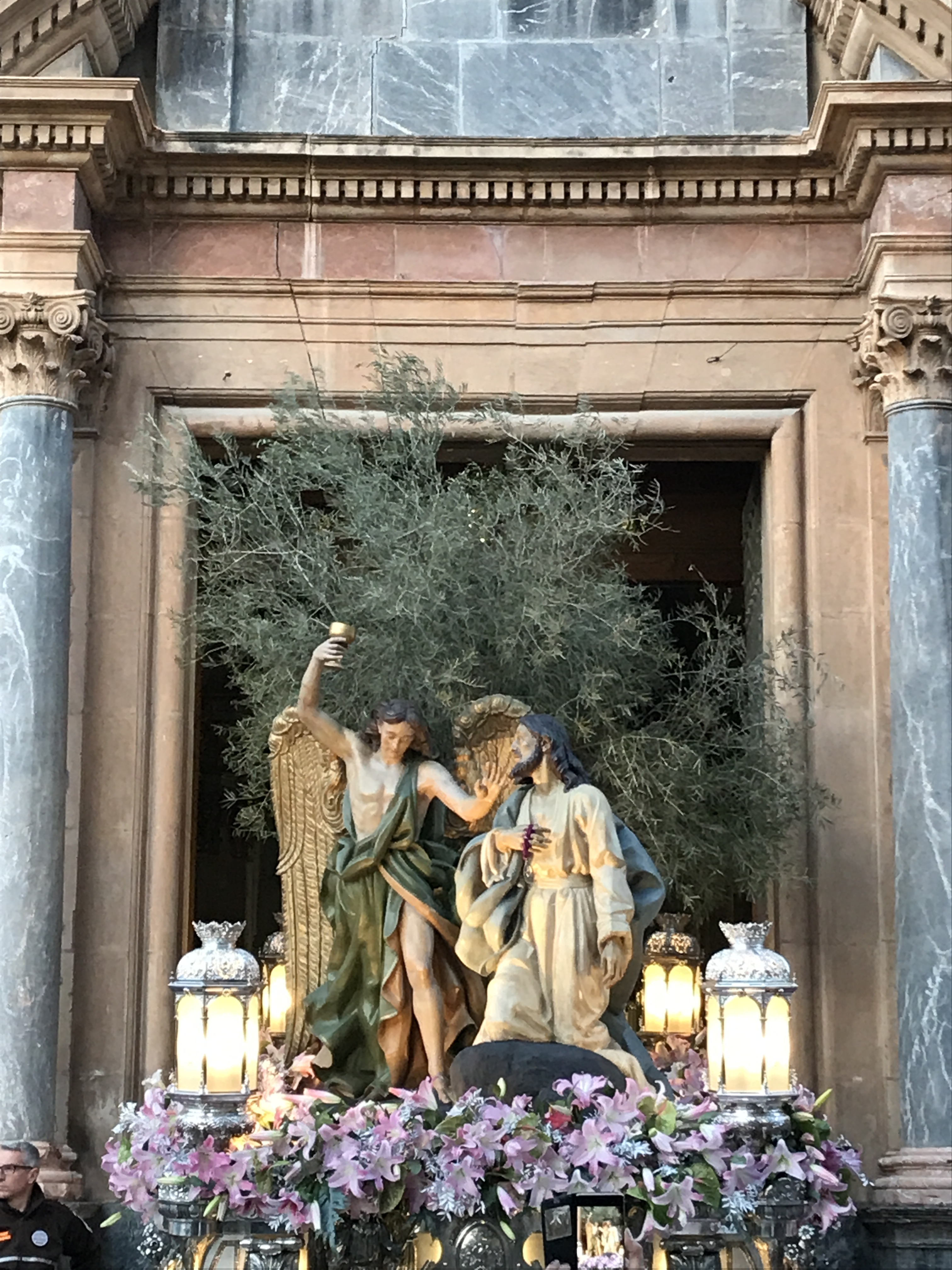
La Oración en el Huerto.1949. Federico Coullaut-Valera.Pontificia, Real e Ilustre Hermandad de Nuestro Padre Jesús en el Paso del Prendimiento. 1943

Música: Mektub (Estaba escrito) de Mariano San Miguel.

#### Pontificia, Real e Ilustre Hermandad de Nuestro Padre Jesús en el Paso del Prendimiento. 1943.

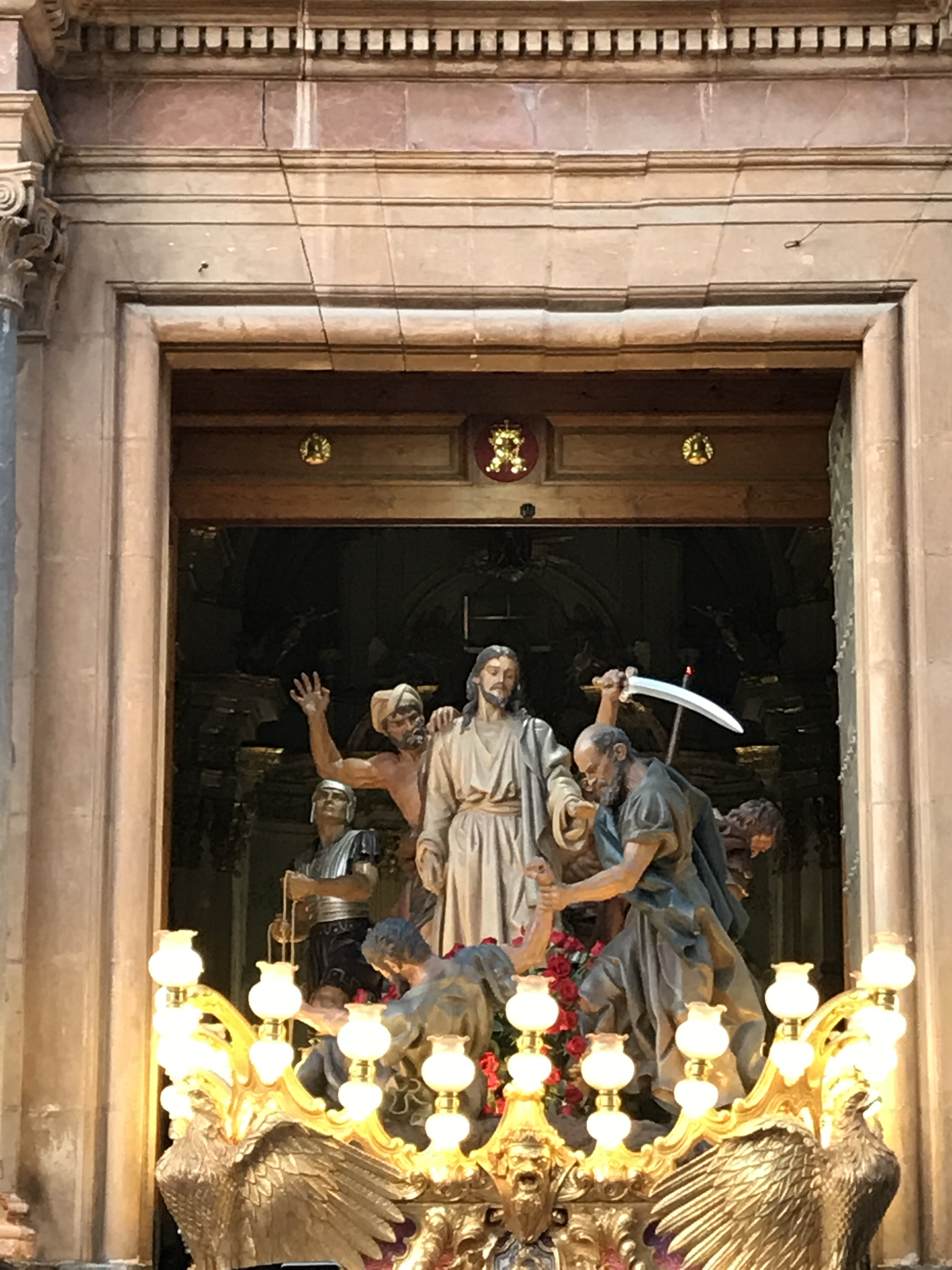
Jesús en el paso del Prendimiento. Lorenzo Coullaut Valera y Federico Coullaut-Valera 1947. Pontificia, Real e Ilustre Hermandad de Nuestro Padre Jesús en el Paso del Prendimiento. 1943

La Pontificia, Real e Ilustre Hermandad de Nuestro Padre Jesús en el Paso del Prendimiento tiene su origen en 1943. Su imaginería está compuesta de tres pasos de especial valor artístico ya que son obras del prestigioso escultor Federico Coullaut-Valera. Forman parte de la Hermandad: La Oración en el Huerto de 1949, El Prendimiento de 1947 y La Negación de San Pedro de 1958. Este último paso sobre trono de los Hermanos Gimeno participó en el Via Crucis que se organizó a causa de las Jornadas Mundiales de la Juventud de 2011.
En relación a su vestuario conviene señalar que los cofrades procesionan con túnica blanca, capa y capirote verdes en el tercio de La Oración en el Huerto y en el de La Negación de San Pedro; y con túnica carmín, capa y capirote gris perla en el tercio de El Prendimiento.
Música: Toque de clarines de la Hermandad de El Prendimiento (Emilio Bregante); La Negación de San Pedro (Quinto Serna); El Prendimiento Francisco Grau Vegara; y la Oración en el Huerto (Aurelio Fernández Cabrera).

### Martes Santo
En la noche de Martes Santo desfilan la Cofradía del Perdón y la Cofradía "Ecce Homo".

#### Cofradía del Perdón. 1927.

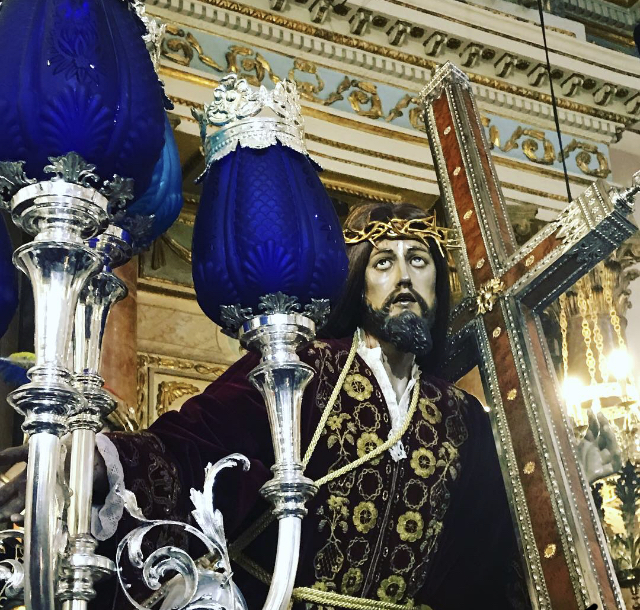
Nuestro Padre Jesús de la caída. 1754. Francisco Salzillo. Cofradía del Perdón.1927. Martes Santo

La Cofradía del Perdón de Orihuela tiene su origen en 1927. Componen su imaginería Nuestro Padre Jesús de la Caída (1754) de Francisco Salzillo en trono de plata de Orrico; La Verónica (1942) de J. Díez sobre trono de plata de Orrico; El Calvario (1942) de Enrique Galarza sobre trono de R. Moreno; y María Santísima del Perdón (1952) obra de Quintín de Torre en trono de plata de Orrico. El vestuario consta, para el Tercio de Nuestro Padre Jesús de la Caída, de túnica, capa y capirotes negro con fajín rojo; fajín verde para el Tercio de la Verónica; fajín oro para el Tercio de María Santísima del Perdón. Los penitentes del Calvario no llevan capa y su cíngulo es azul.
Desde el Año 2012, el trono con el Cristo del Calvario, procesiona el Martes y Viernes Santo a hombros de 60 porteadores, costaleros del Calvario, que en poco tiempo han conseguido, no sin muchos ensayos, ser uno de los principales atractivos no solo de la Cofradía del Perdón, sino de la Semana Santa oriolana.

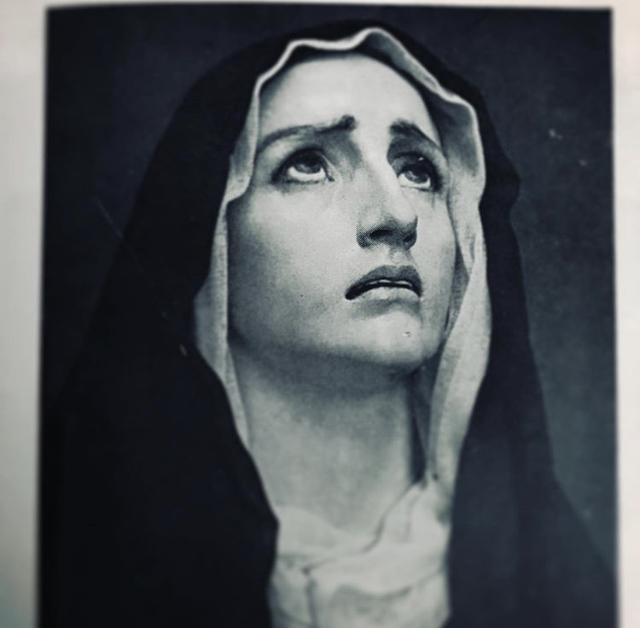
María Santísima del Perdón. 1952. Quintín de Torre. Cofradía del Perdón.1927. Martes Santo y Viernes Santo

Música: Toque de clarines de la Cofradía del Perdón (Emilio Bregante); Cristus a venia (El Cristo del Perdón) de E. Lázaro; La Verónica de M. Cano; El Cristo del Calvario de Tortosa Urrea; y María Santísima del Perdón de Molina Millá.

#### Cofradía "Ecce Homo". 1940.
La Cofradía del Ecce Homo de Orihuela fue fundada en 1940. De especial singularidad es su imaginaría que compone el paso que da nombre a la misma (Ecce Homo), pues es obra del genial escultor barroco Francisco Salzillo realizada en 1777. La Sentencia es el otro paso que procesiona con la Cofradía del Ecce Homo, obra de Víctor de los Ríos en 1965 en trono de plata de Orrico. Mención especial merece la Cruz Penitencial de 1953 también de Orrico, obra de orfebrería especialmente singular. El vestuario de los cofrades viene definido por una túnica negra, capa y capirote púrpura.

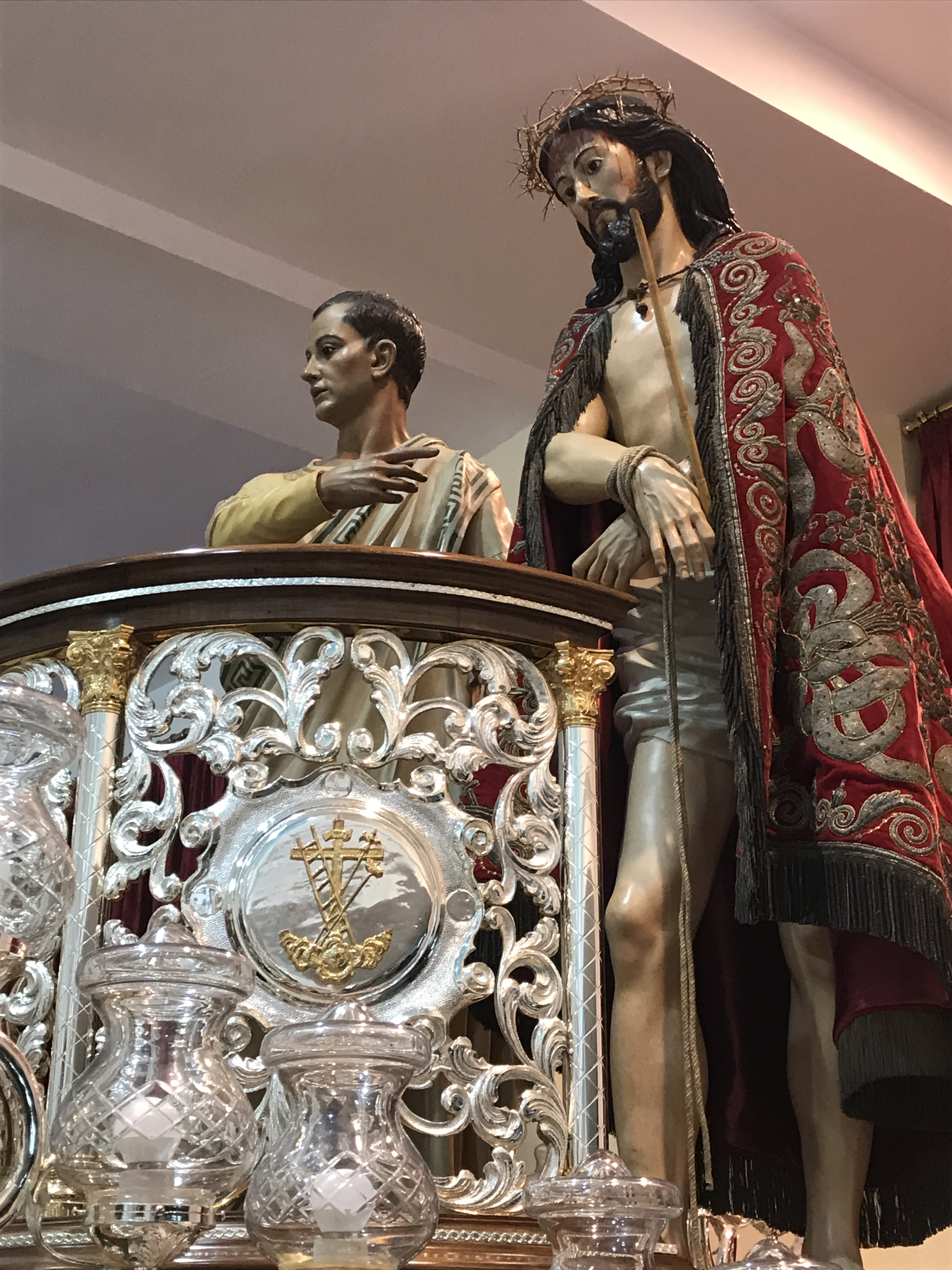
Ecce Homo. 1777. Francisco Salzillo. Pilatos Taller de Rabasa-Royo. 1943. Cofradía Ecce Homo. 1940. El anterior Pilatos es obra de Francisco Salzillo y se venera en la actualidad bajo la advocación de San Judas Tadeo en la iglesia de santas Justa y Rufina de Orihuela

Música: Toques de tambores de la Cruz Penitenial (Francisco Javier Mateo y Carmelo Espinosa); Toque de tambores de la Guardia Pretoriana (José Manuel Espinosa); Cruz Penitencial (Roberto Pertegal) y Jesús Preso (Emilio Cebrián); Ecce Homo (Manuel Moya Pomares); Sentencia (Manuel Moya Pomares).

### Miércoles Santo
En Miércoles Santo se realizan dos procesiones. En La tarde, desfila la Cofradía del patrón de la ciudad, la Mayordomía de Nuestro Padre Jesús Nazareno. En la noche, desfilan la Cofradía de la Santa Cena y la Cofradía del Lavatorio.

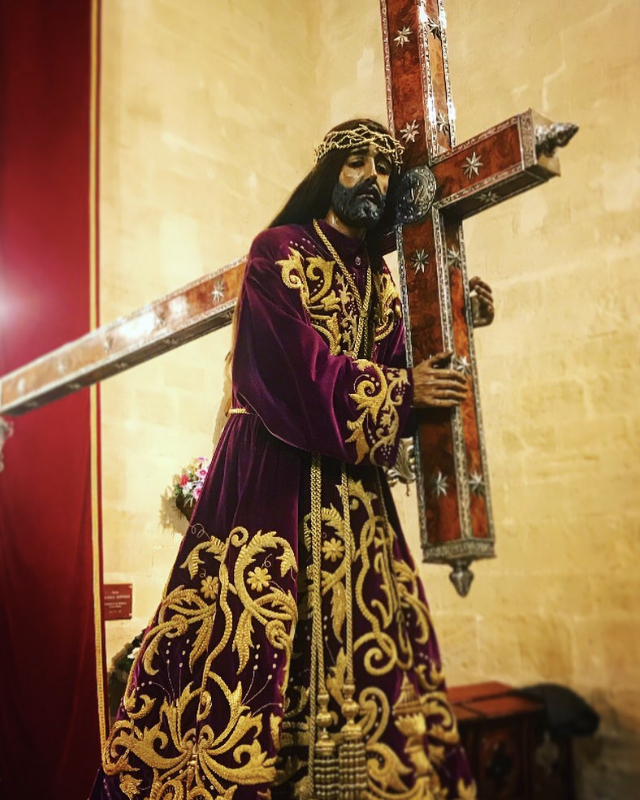
Nuestro Padre Jesús Nazareno. Patrón de Orihuela y su Huerta. José Sánchez Lozano.1940. O.F.S. Muy Ilustre Mayordomía de Nuestro Padre Jesús Nazareno. Siglo XVII. Miércoles Santo. Original de Nicolás de Bussy desaparecido en la Guerra civil española

#### Orden Franciscana Seglar y M. I. Mayordomía de Nuestro Padre Jesús Nazareno. Principios del Siglo XVII.

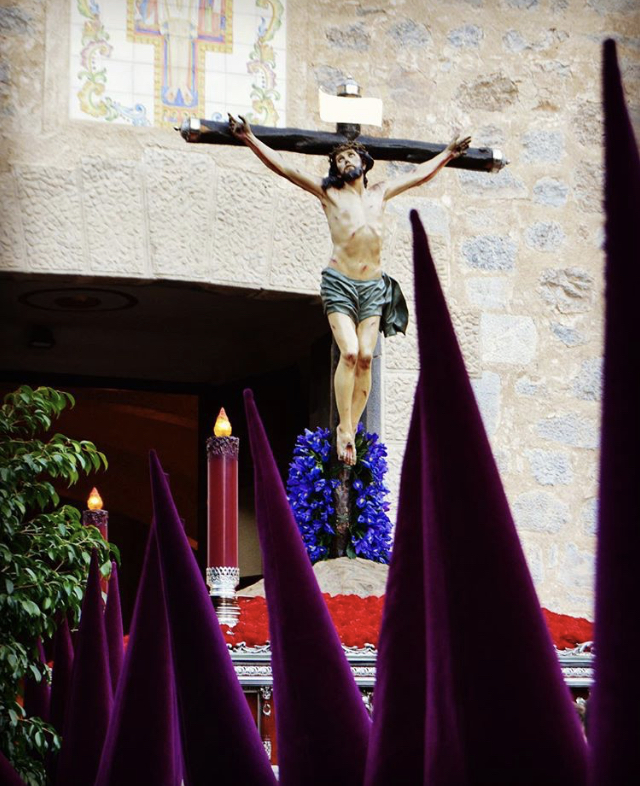
Santísimo Cristo de la Agonía. 1774. Francisco Salzillo. O.F.S. Muy Ilustre Mayordomía de Nuestro Padre Jesús Nazareno. Siglo XVII. Miércoles Santo. En la Guerra Civil desapareció la Magdalena penitente tallada al pie de la cruz.

La Muy Ilustre Mayordomía de Nuestro Padre Jesús Nazareno de Orihuela remonta sus orígenes al siglo XVII. Su imaginería es de la más ricas de la semana santa oriolana: El Cristo de la Agonía de Francisco Salzillo (1774) es considerado una de las cumbres de la escultura del propio autor, perteneciente a su etapa de madurez, es para muchos críticos, el Cristo crucificado mejor logrado por Salzillo. En la Guerra Civil Española se destruyó la imagen de María Magdalena penitente que había a los pies de la cruz. El realismo y el tratamiento de la anatomía en esta imagen es especialmente magistral. Forman parte de la Mayordomía las imágenes de La Dolorosa y San Juan de 1944 y 1952 respectivamente realizadas por el escultor José Sánchez Lozano. Cierra la imaginería la imagen más aclamada por la ciudad de Orihuela y su huerta: el Patrón, Nuestro Padre Jesús de Orihuela, también del maestro José Sánchez Lozano en sustitución de la anterior imagen de Nicolás de Bussy destruida en la Guerra Civil Española.
El vestuario consiste en una túnica y capirote de color grana con, cíngulos de color oro para el Tercio de Nuestro Padre Jesús Nazareno, rojo para el Tercio de la Agonía, y azul para el Tercio de la Dolorosa y San Juan. Los cirios son de estilo plateresco, labrados en bronce y bañados en oro y plata por Benedicto Martínez.
Música: Nuestro Padre Jesús. (Emilio Cebrián).

#### Cofradía de la Sagrada Institución de la Eucaristía "Santa Cena y Nuestra Señora de los Ángeles" 1943.
La Cofradía de la Santa Cena y Nuestra Señora de los Ángeles fue fundada en 1943. Su imaginaría viene compuesta por La Cena obra de Enrique Galarza (1944) y por Nuestra Señora de los Ángeles, obra de Valentín García Quinto, ambos sobre tronos de este último autor. El vestuario consta de túnica y capirote rojos con capa blanca. Los cirios son diseño de Benedicto Martínez Vicente.
Música: La Santa Cena y Nuestra Señora de los Ángeles, ambas del maestro Manuel Berná García.

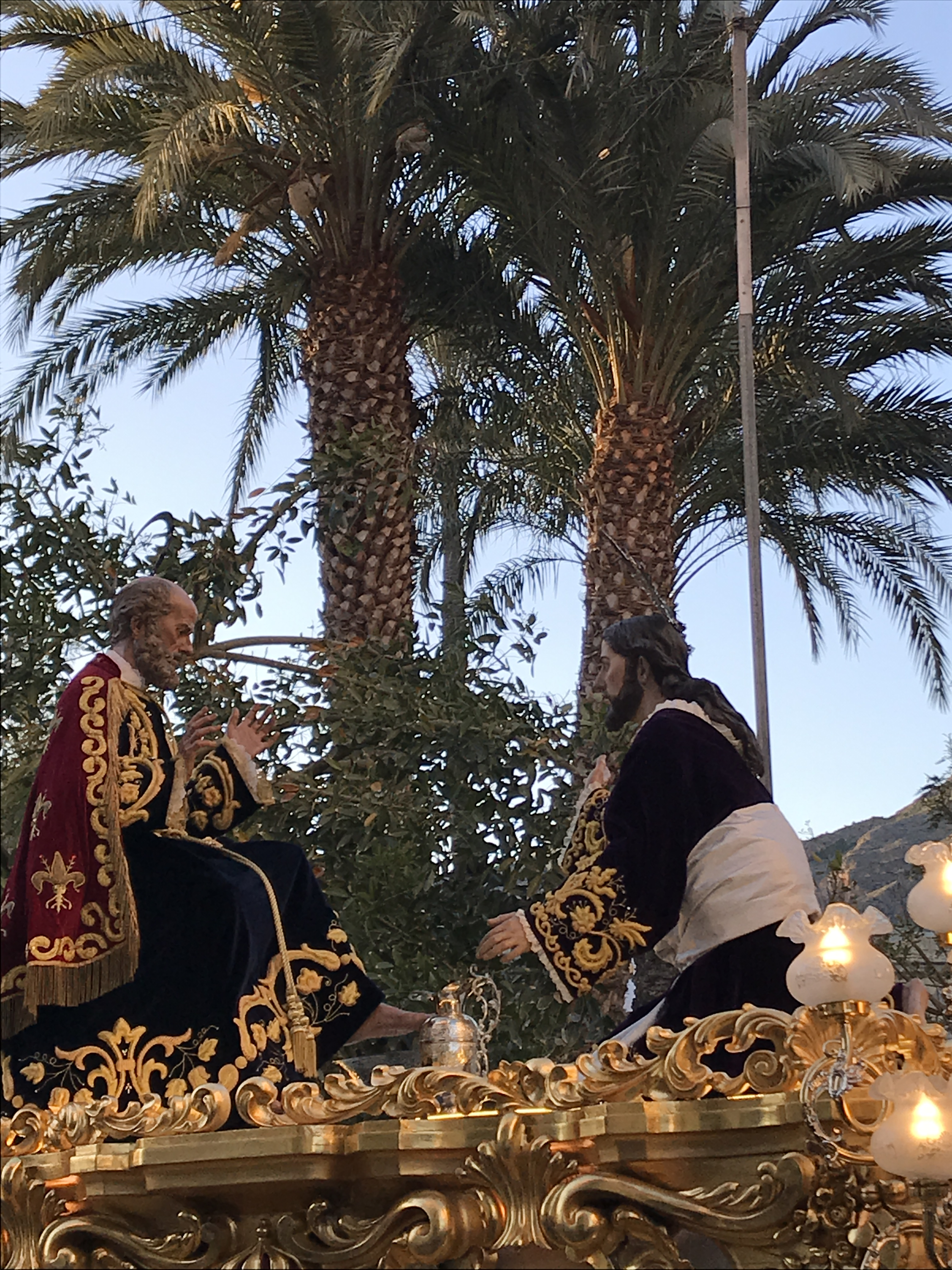
Jesús lavando los pies al Príncipe de los Apóstoles. 1758. Francisco Salzillo. Miércoles Santo

#### Real Archicofradía y Mayordomía de Nuestra Señora del Pilar y Real Cofradía de El Lavatorio1758.

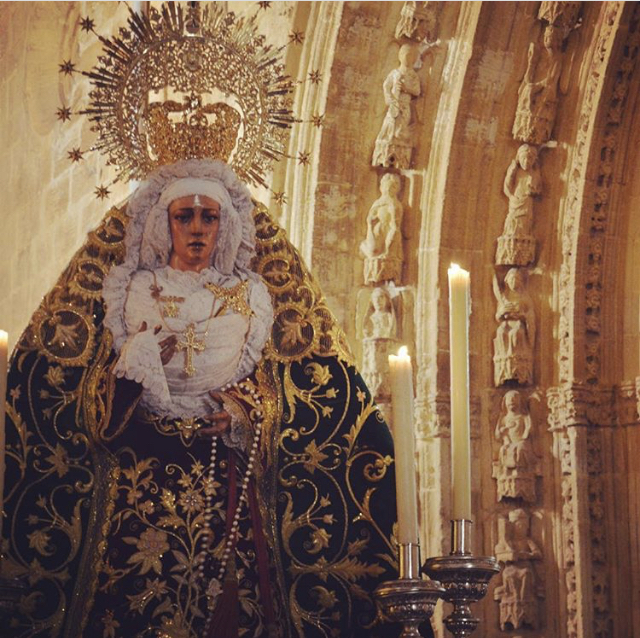
Nuestra Señora de la Esperanza. 1995. José Antonio Navarro Arteaga. Cofradía de El Lavatorio. 1758. Miércoles Santo

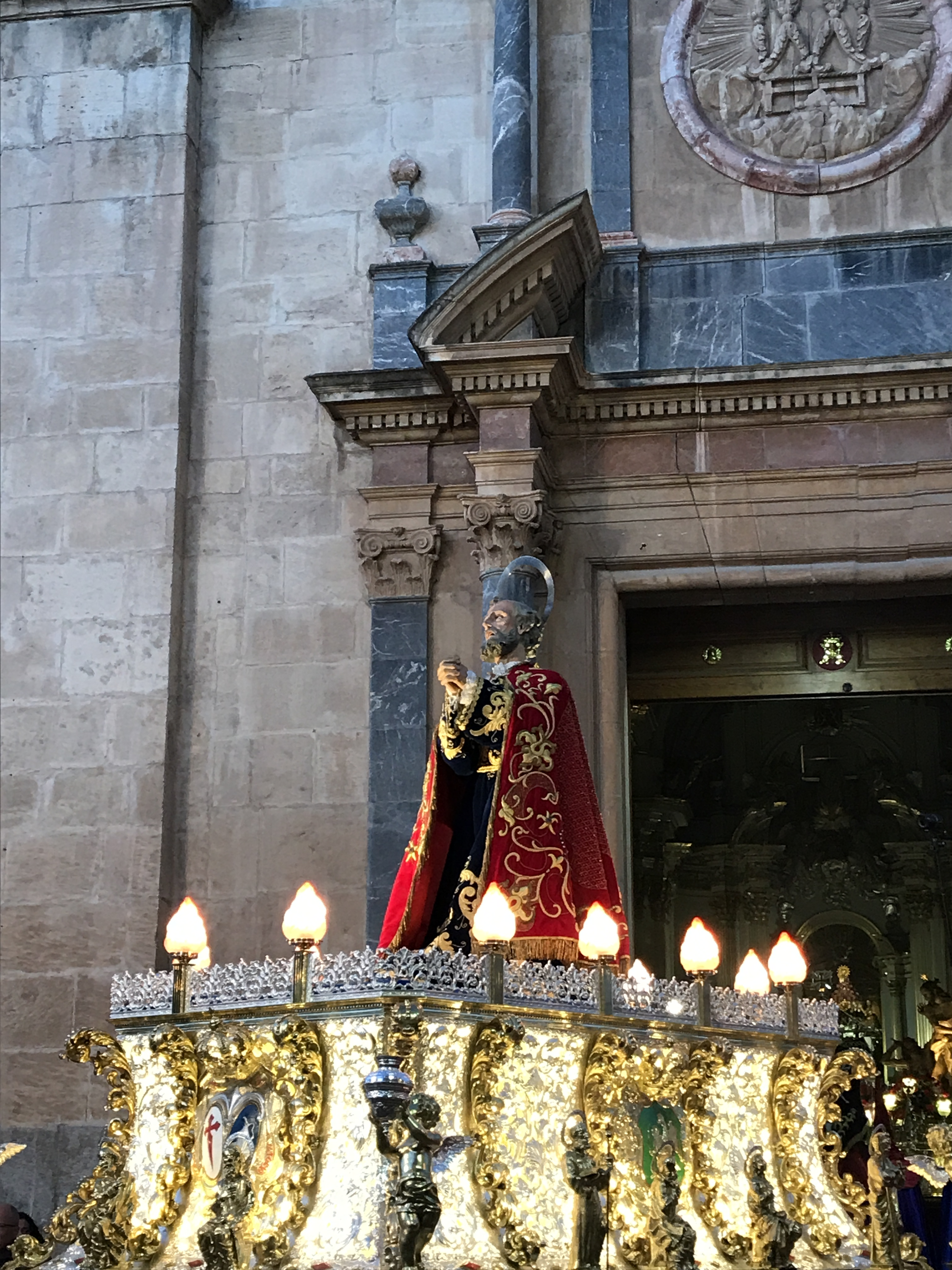
San Pedro en su arrepentimiento. 1759. Francisco Salzillo. Cofradía de El Lavatorio. 1758

La Real Archicofradía y Mayordomía de Nuestra Señora del Pilar y Real Cofradía de El Lavatorio fue fundada en 1758. Posee tres imágenes de Francisco Salzillo: San Pedro Arrepentido de 1759; y Jesús lavando los pies a San Pedro de 1758. Nuestra Señora de la Esperanza es obra del artista Navarro de Arteaga. El Lavatorio ha sido recientemente restaurado. Las dos imágenes que configuran este paso son de singular belleza y pertenecen a la etapa de madurez de Francisco Salzillo. El vestuario consiste en túnica y capirote blancos y capa azul.
Música: Toque de clarines de la Cofradía El Lavatorio (anónimo).

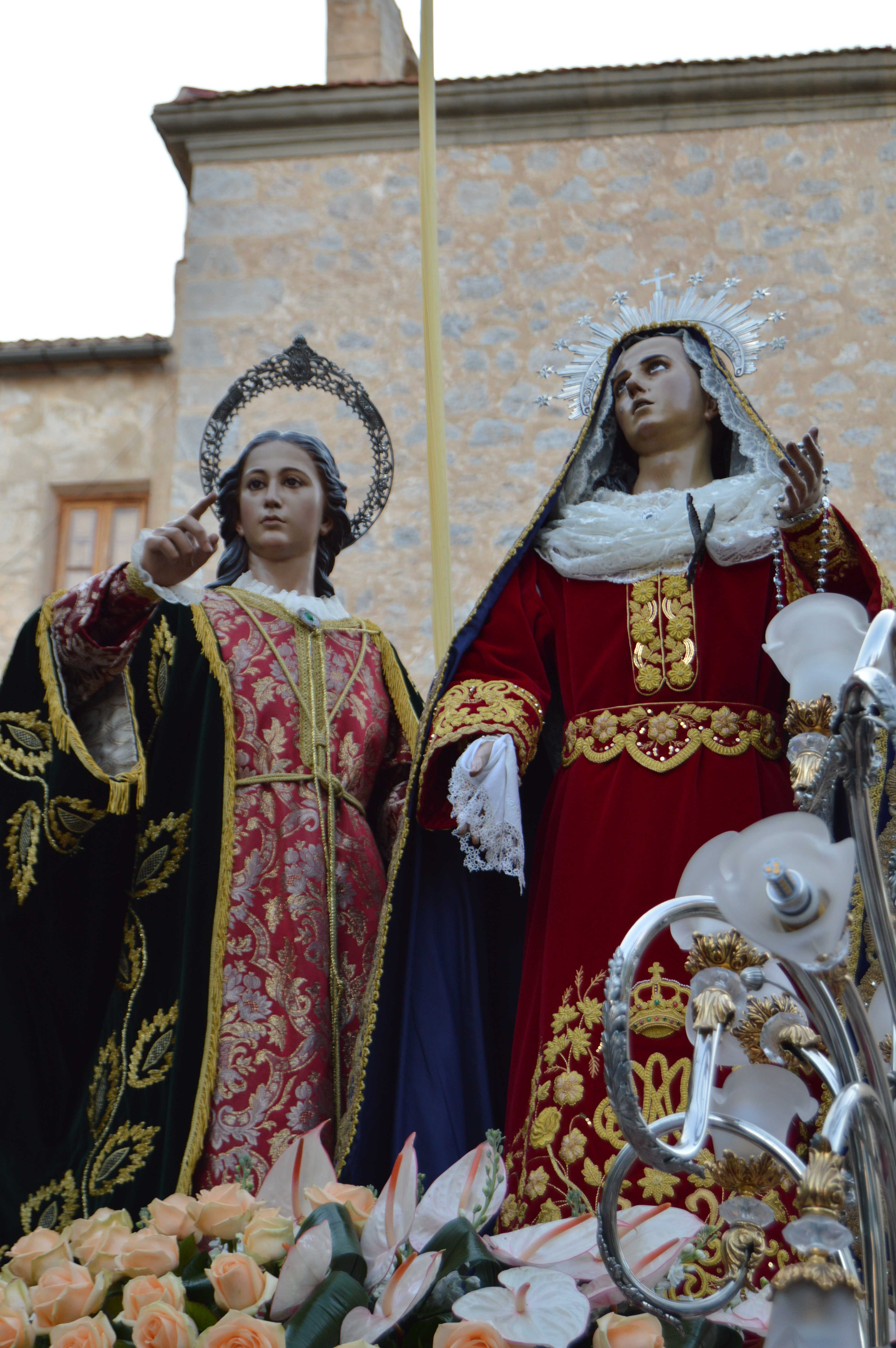
La Dolorosa y san Juan con la palma. 1944 y 1952. José Sánchez Lozano. O.F.S. Muy Ilustre Mayordomía de Nuestro Padre Jesús Nazareno. Siglo XVII. Miércoles Santo

### Jueves Santo
El Jueves Santo, hay 3 desfiles penitenciales: en primer lugar tiene lugar el traslado de las imágenes de la procesión del Santo Entierro {San Juan, el Cristo Yacente y la Virgen de la Soledad (léase el apartado "Sábado Santo")}, desde el Museo de Semana Santa hasta la casa consistorial desde donde procesionaran el Sábado Santo; después, desde la Catedral de Orihuela a eso de las 20:45 horas tiene lugar la conocida como "Procesión más corta de España", no organizada por ninguna hermandad oficial, sino que es el traslado de la imagen de Nuestro Padre Jesús "El Ahogado" desde la Catedral hasta la capilla de Loreto, de donde hay una distancia de 5 metros.
“El ahogado” es una imagen de un nazareno, cuya talla sustituye a la que originariamente se encontraba presidiendo la capilla del Loreto de la Catedral de Orihuela, y que era el nazareno que procesionaban en aquellas primeras procesiones de Viernes Santo en Orihuela en torno al siglo XVI (mirar "Historia. Siglo XVI"). Aquella talla data del siglo XVI o XVII y la denominación de “el ahogado”, el sobrenombre le viene debido a una riada acontecida en el siglo XVIII, que arrastró al nazareno río abajo. Fue recuperada y colocada en una de las capillas del lateral derecho de la Catedral. Parece ser que en la guerra civil, la imagen desapareció y fue sustituida por la actual que data de mediados del siglo pasado, realizada por José Sánchez Lozano.
Sólo desfila una hermandad, a eso de las 11 de la noche, y es la Hermandad del Silencio que realiza su procesión en silencio y a oscuras.

#### Hermandad del Silencio. 1940.
La Hermandad Penitencial del Silencio tiene su origen en 1940 bajo las bóvedas góticas de la Iglesia de Santiago. Su imaginería es valiosa pese a que solo procesiona un único paso: El Cristo del Consuelo obra de José Puchol de 1795. El trono es obra de Juan Balaguer. A las once en punto, una vez abiertas las puertas de la capilla de la Comunión de la Iglesia de Santiago, y envuelta la ciudad en una absoluta oscuridad y riguroso silencio, sale la procesión del Santísimo Cristo del Silencio. Cientos de cofrades ataviados con hábito capuchino, y portando cruces a hombros y candelas, recorren las calles de Orihuela. En el instante en el que el Cristo del Consuelo traspasa la puerta de la Comunión irrumpe el Canto de la Pasión, obra inmaterial de la Semana Santa de Orihuela que remonta sus orígenes al siglo XVI y cuyos cantos se han ido transmitiendo por tradición oral hasta nuestros días.
Música: Bocina, toque de tambor y Canto de la Pasión.

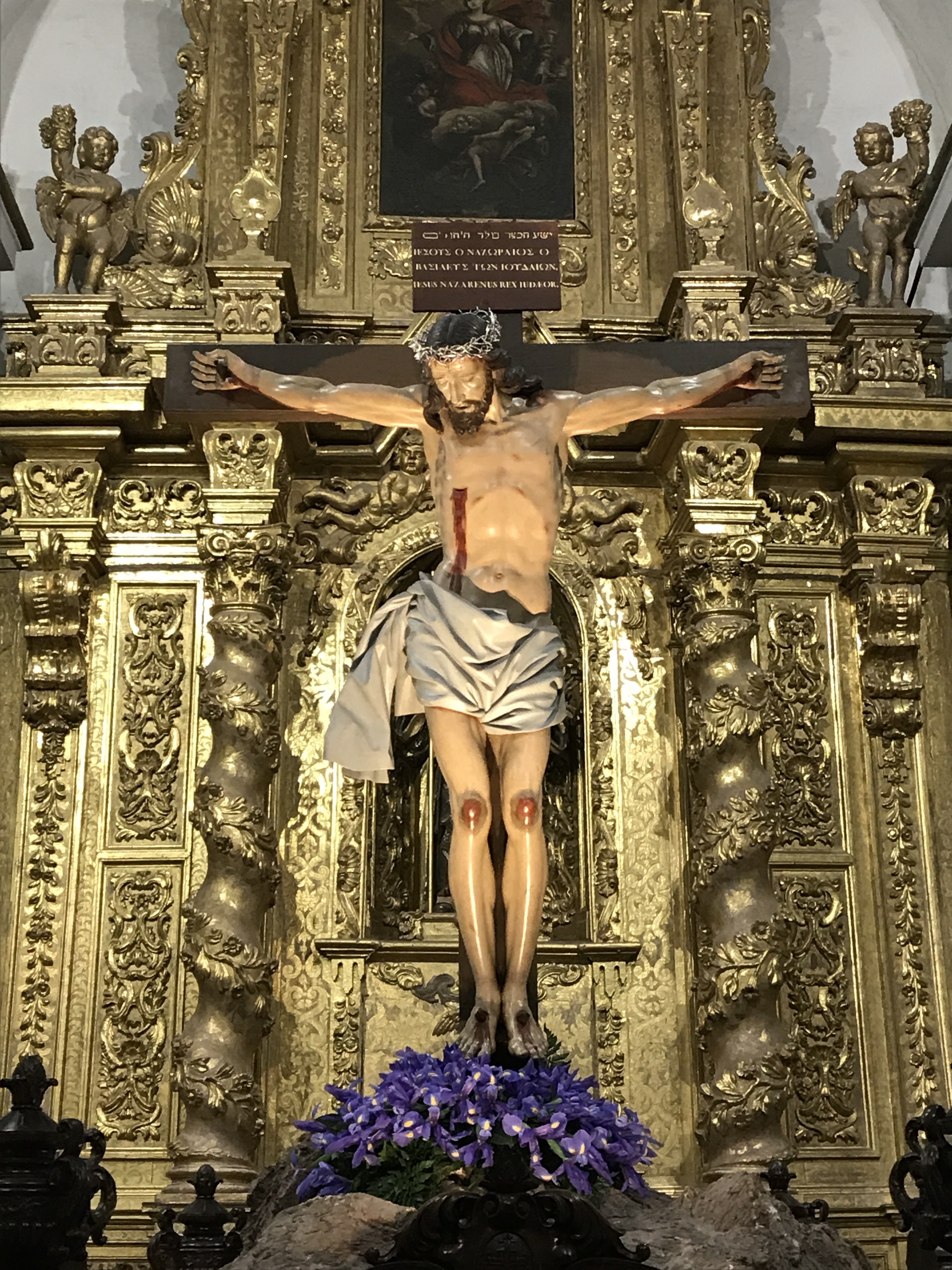
Santísimo Cristo del Consuelo.1795. José Puchol. Hermandad del Silencio. 1940. Jueves Santo

### Viernes Santo
En la madrugada, realiza su procesión la Hermandad del Cristo de la Buena Muerte. En la tarde-noche, se realiza la Procesión General de la Pasión, en la que procesionan todas las Cofradías que han desfilado desde Domingo de Ramos hasta el Miércoles Santo.

#### Hermandad Penitencial del Santísimo Cristo de la Buena Muerte y María Santísima de la Amargura. 2000. Madrugada de Viernes Santo desdeUniversidad de santo Domingo de Orihuela.
La Hermandad Penitencial del Santísimo Cristo de la Buena Muerte de Orihuela es la Hermandad más joven de la Semana Santa oriolana. Fue fundada en el año 2000 y procesiona desde la Universidad Histórica de Orihuela. El Cristo de la Buena Muerte pertenece a la escuela de José Capuz y es de estilo neoclásico. Los cofrades procesionan con hábito color marfil y capucha marrón, con deceneario colgado a la cintura. Portan antorchas de 80 centímetros de longitud. Procesiona la Madrugada del Viernes Santo. Desde 2022 cuentan, además, con una talla mariana, María Santísima de la Amargura, obra de Victor García Villalpardo.
Música: Miserere y O Crux de Ginés Pérez de la Parra compositor oriolano del Renacimiento. Durante el recorrido también es posible escuchar el coro de Cantores de la Primitiva Pasión Federico Rogel.

#### Procesión General de la Pasión.Viernes Santo.
Se Realiza el Viernes Santo por la tarde partiendo desde el Santuario de Ntra. Sra. de Monserrate hasta la Iglesia Museo de Ntr
a. Sra. de la Merced, (Museo de Semana Santa).
Es la Procesión más esplendorosa y multitudinaria de la Semana Santa oriolana, formada por 10 cofradías, 32 pasos y más de 8000 nazarenos.
Orden de los Pasos: La Convocatoria, Trono Insignia de la Samaritana, La Samaritana, La Conversión de María Magdalena, Trono Insignia de la Santa Cena, La Santa Cena, Ntra. Sra. de los Ángeles, Trono Insignia de El Lavatorio, Ntra. Sra. de la Esperanza, El Lavatorio, La Oración en el Huerto, El Prendimiento, La Negación de San Pedro, San Pedro en su Arrepentimiento, Trono Insignia de los Azotes, La Flagelación, La Coronación de Espinas, Cruz Penitencial del Ecce-Homo, Ecce-Homo, La Sentencia, Ntro. Padre Jesús de la Caída, La Verónica, María Santísima del Perdón, Ntro. Padre Jesús Nazareno, Centuria Romana, San Juan y La Dolorosa, La Agonía, El Calvario, Stmo. Cristo de Zalamea, María Santísima del Consuelo, Ntra. Sra. de los Dolores.
Itinerario: Santuario Ntra. Sra. de Monserrate (19´00 h.) - C/. Hospital - C/. Marqués de Arneva - C/. Santa Justa (19´45 h.) - C/. López Pozas - Puente de Poniente - Plaza de Cubero - Plaza Nueva - C/. Almunía - C/. San Agustín (20´15 h.) - Avda. José Antonio (21´00 h.) - C/. Calderón de la Barca - C/. Loazes - C/. Alfonso XIII - C/. Ballesteros Villanueva - Iglesia Museo de Ntra. Sra. de la Merced (21´30 h.)
Desde el Año 2012, el trono con el Cristo del Calvario, posesiona el Martes y Viernes Santo a hombros de 60 porteadores y en poco tiempo han conseguido, no sin muchos ensayos, ser uno de los principales atractivos de la Semana Santa oriolana, destacándose tras la procesión general, el encuentro con la Virgen en la Iglesia Museo de Ntra. Sra. de la Merced y la posterior devolución del Cristo del Calvario en su capilla en la Catedral de Orihuela, entrando el trono en el templo y destronándolo a pulso, con lienzos desde la primera planta, por cuatro miembros costaleros del Calvario. Un privilegio que va rotando anualmente entre los porteadores.

### Sábado Santo
En la tarde del Sábado Santo, se realiza la Procesión del Santo Entierro de Cristo, una de las más singulares de la Semana Santa en España.

#### Procesión del Santo Entierro de Cristo. Siglo XVII.

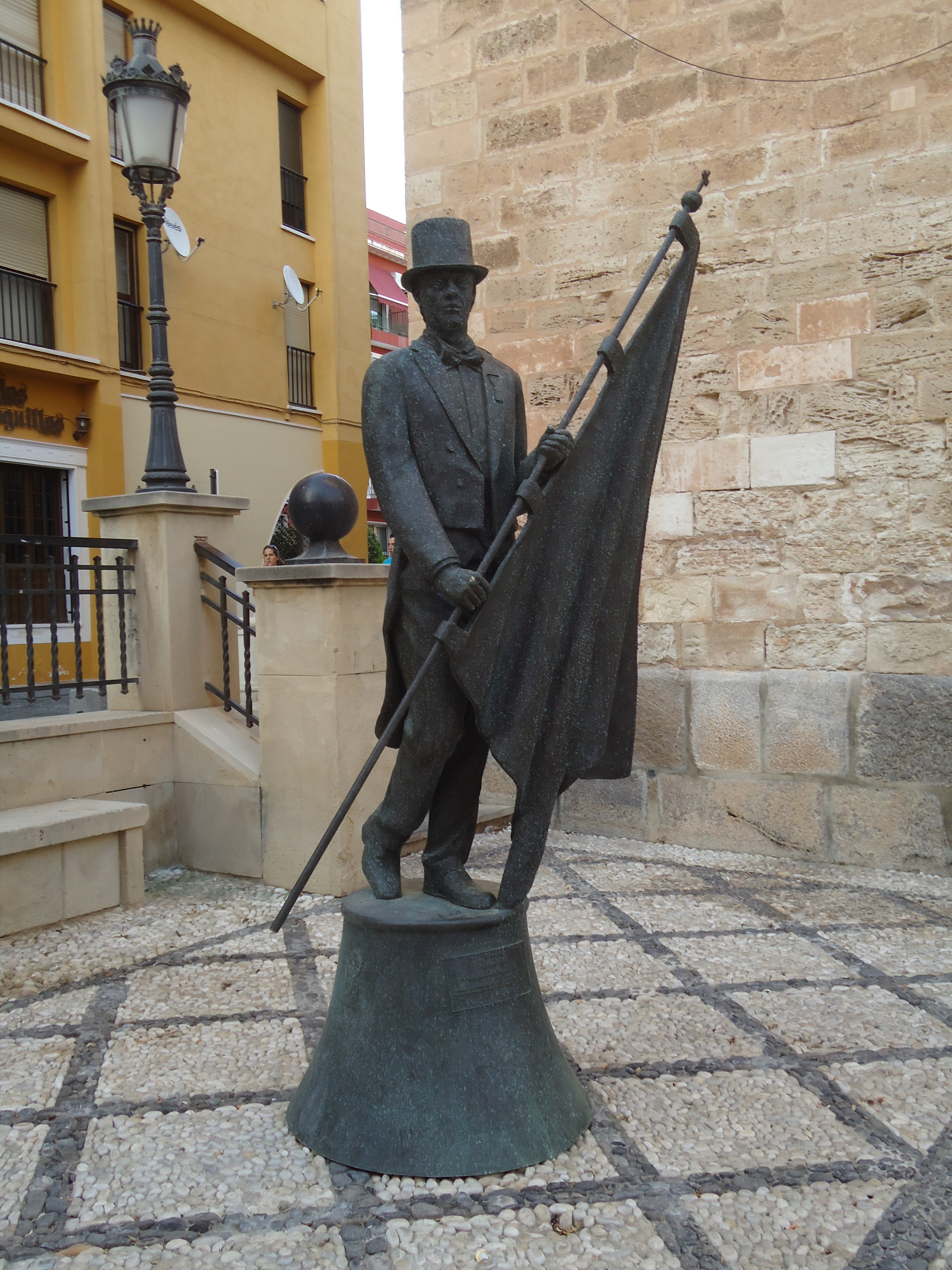
Estatua homenaje al Caballero Cubierto, personaje designado anualmente por el Ayuntamiento de Orihuela al que se le concede, por bula papal desde el siglo Siglo XVII, el privilegio de acceder a la Catedral de Orihuela sin descubrirse la cabeza

La Procesión del Santo Entierro de Cristo es probablemente la procesión de mayor singularidad de la Semana Santa de Orihuela. Remonta sus orígenes a principios del siglo XVII, momento en el que se decide reconocer a un hombre, al Caballero Cubierto el privilegio de penetrar en los templos de la ciudad y en la Catedral de Orihuela sin descubrir su cabeza. El privilegio lo otorga desde entonces el Gobierno de la ciudad, a una persona en la que concurren méritos de capacidad, honor, lealtad y amor por su ciudad. La primera personalidad reconocida con esta distinción fue el Marqués de Rafal. Orihuela rinde homenaje a esta figura de la semana santa oriolana, con una estatua de bronce en la Plaza de Catedral, que representa un hombre en movimiento ataviado con frac y chistera y sosteniendo una bandera, se dice que la imagen representa al Caballero Cubierto del año 2007, el Ilmo. Sr. D. Julio Calvet Botella. 
Conviene asimismo destacar la imaginería que procesiona en la tarde del Sábado Santo: el paso de San Juan Evangelista (siglo XVIII) de autor desconocido; El Triunfo de la Cruz o La Diablesa 1695 de Nicolás de Bussy; el Cristo Yacente 1942 de Séiquer Zanón y la Soledad 1954 obra de José Sánchez Lozano.
La Procesión del Santo Entierro de Cristo parte desde la Casa Consistorial ubicada frente a la Iglesia de las Santas Justa y Rufina y en el Palacio barroco del Marqués de Arneva. Discurre por la calle mayor y penetra en la Catedral de Orihuela por la Puerta de Loreto junto a la Capilla de Loreto lugar donde tuvo su origen la Semana Santa de Orihuela en el siglo XVI con las cuatro cofradías a las que se hicieron referencia en los antecedentes históricos expuestos más arriba. El paso de La Diblesa tiene, por tradición, la prohibición de entrar a los templos, es por ello, por lo que al llegar el mismo a la Catedral sigue por la calle mayor sin penetrar en el templo catedralicio mientras el resto de la procesión hace lo propio en el interior del templo y bajo la tutela del obispo de Orihuela que espera en la capilla mayor. Cerca de la plaza Marqués de Rafal, la procesión recupera a La Diablesa y continúa el desfile procesional.
La Procesión del Entierro se estructura, en primer lugar, abre el cortejo el Caballero Cubierto con el pendón negro, insignia de la procesión. Le siguen cientos de hombres alumbrantes y el paso de San Juan Evangelista, obra barroca del siglo XVIII y de autor desconocido. La Diablesa es el segundo paso de la procesión. Es portado a hombros y elude entrar en la catedral. El Cristo Yacente es el tercer paso en el orden del desfile procesional. Es obra de Séiquer Zanón. 
No obstante, conviene señalar que en el Convento de San Juan de la Penitencia de Orihuela se conserva el único Cristo Yacente que existe de Francisco Salzillo, obra de arte de especial importancia por su singularidad en la producción salzillesca y que las Hermanas Clarisas custodian con celo y orgullo en su monasterio. El Cristo Yacente de Francisco Salzillo no procesiona en la Semana Santa de Orihuela. 
Cierra la Procesión la imagen de la Soledad. Vestida de riguroso negro por la muerte de su hijo, es obra del genial escultor José Sánchez Lozano en sustitución de otra anterior destruida en la Guerra Civil española. La actual imagen intenta ser fiel a la anterior destruida, que fue objeto de tratamiento exquisito en la novela El obispo leproso de Gabriel Miró: Pasó la Soledad, hueca y rígida de terciopelo negro; la faz de cera goteada de lágrimas; las manos de difunta sosteniendo un enorme corazón de plata erizado de puñales que se estremecían. Por antiguo privilegio, llevaban las andas, desnudas y ligeras, cuatro viejos militares, de uniforme, un uniforme de pliegues de cómoda, de categoría de mortaja. Y continuaban las hileras temblorosas de luces amarillas. Cirios y luto. Las andas de la Soledad son portadas, por tradición arraigada, por personas relacionas con el ejército o con el ámbito del Derecho.
El obispo de Orihuela espera el paso de la procesión desde la capilla mayor de la Catedral de Orihuela para incorporarse a la misma.
Música: Stabat Mater de Federico Rogel; Miserere de Federico Rogel; La Dolorosa de autor anónimo; La Diablesa de Santiago Quinto Serna; y San Juan Evangelista de Fernando Bonete Piqueras.
Itinerario: Sábado Santo Real Monasterio de la Visitación (Salesas) (19´30 h.)- C/. Santa Justa- López Pozas- C/. Calle Mayor- Interior Catedral de Orihuela- C/. Doctor Sarget- Pasaje Emilio Bregante- C/. Alfonso XIII- C/. Loazes- C/. Calderón de la Barca- C/. San Pascual- Plaza Nueva- Plaza Cubero- C/. Mayor- Catedral de Orihuela.

### Domingo de Resurrección
En la madrugada del Domingo de Resurrección se realiza la procesión de la Hermandad de la Resurrección y el Santo Encuentro.

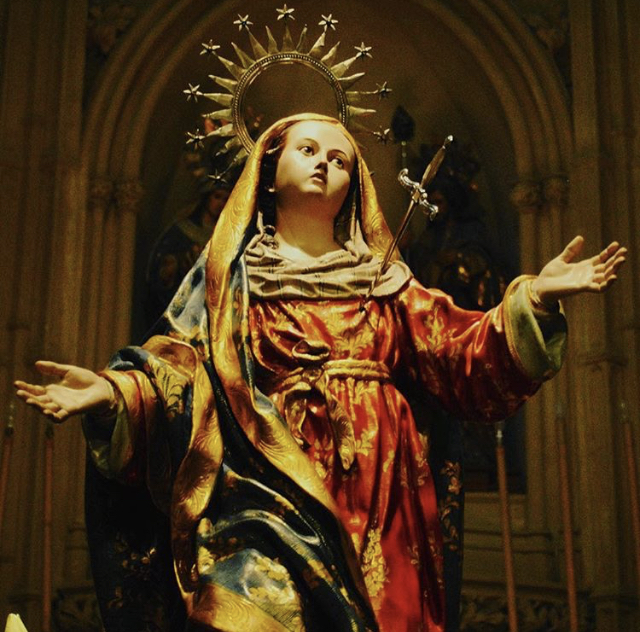
La Dolorosa. Francisco Salzillo. Domingo de Resurreción. Pascua

#### Hermandad de la Resurrección
La Hermandad de la Resurrección de Orihuela fue fundada en 1987. Destaca su imaginería, estando compuesta por La Dolorosa obra de Francisco Salzillo y el Salvador Resucitado (siglo XVII) de autor anónimo. El vestuario de esta hermandad consiste en una túnica blanca. La Procesión sale de la Iglesia de Santas Justa Y Rufina hasta la Plaza Nueva donde tiene lugar el encuentro entre el Cristo Resucitado y la Dolorosa. Procesiona la Cruz Parroquial de la Iglesia de las Santas Justa y Rufina, obra de Rubiera siglo XVIII.
Música: Toque de tambores de la Hermandad de la Resurrección: Aleluya (Toque para quinteto de metales; El Resucitado de Francisco Grau y Hermanos Costaleros de Abel Moreno.

### Todos los Días

#### Sociedad Compañía de Armados y Centuria Romana de Nuestro Padre Jesús. 1891.
La Sociedad Compañía de Armados y Centuria Romana de Nuestro Padre Jesús fue fundada formalmente en 1891 aunque es posible encontrar referencias ya en el siglo XVIII. Desfilan al término de todas las procesiones de la Semana Santa de Orihuela salvo en la procesión del Silencio en Jueves Santo, la procesión del Cristo de la Buena Muerte en la madrugada del Viernes Santo y en la procesión de la Hermandad de la Resurrección en Domingo de Resurrección. Está compuesta por casi un centenar de hombres y mujeres ataviados con el vestuario propio del ejército romano con incidencias barrocas.

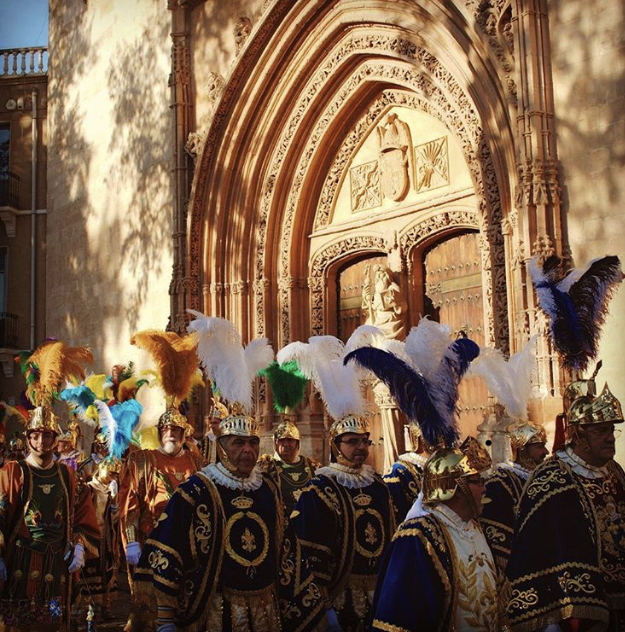
Los Armaos 1891, frente a la portada gótica de la Iglesia de Santiago Apóstol (Orihuela). Todos los días de procesiones salvo Jueves Santo

Música: El Turuta de Román de San José; Retirada romana (Arroz con col) de autor anónimo; y la Anunciación de la Jota (Diana floreada a Nuestro Padre Jesús) de Reveriano Soutullo Otero.
Itinerario: El mismo que las procesiones ordinarias salvo la de Jueves santo, madrugada del Viernes santo y Domingo de Resurrección.

#### La Convocatoria. 1759.
La Convocatoria fue fundada en 1759. Anuncia las procesiones de la Semana Santa de Orihuela. Destaca el paso de la Representación de una semblanza del Calvario, y constituye el trono-insignia de la Junta Mayor de Cofradías, Hermandades y Mayordomías de la Semana Santa. Componen su vestuario una túnica roja, capa y capirote blanco marfil. Participa en todas las procesiones, excepto las que se celebran Jueves Santo y Sábado Santo.
Música: Bocina, Gemelas, Clarines y Tambores. Se interpretan los toques más populares de la Semana santa oriolana.
Itinerario; El mismo que las procesiones ordinarias salvo Jueves Santo, madrugada de Viernes Santo y Sábado Santo

## La Semana Santa deOrihuelaenGabriel Miró.
Gabriel Miró novelista de especial transcendencia en la literatura española de finales del siglo XIX y principios del XX, estuvo interno varios en el colegio de santo Domingo de Orihuela (antigua Universidad).
Aunque alicantino, la madre del escritor era natural de Orihuela, es por ello que el novelista conociera la ciudad de Orihuela, ciudad que le inspirará para sus dos novelas cumbres: Nuestro Padre San Daniel y El Obispo Leproso, cuyo protagonista es Oleza, trasunto de Orihuela y de la vida cotidiana de una ciudad envuelta en un ambiente místico a lo largo del siglo XIX. Es en estas novelas, donde Gabriel Miró retrata las procesiones de la Semana Santa de Orihuela, incluyendo, incluso, alguna descripción física de alguna de sus tallas y la fe y devoción con la que los olecenses-oriolanos acuden a su semana mayor. La épica ciudad, colmada de iglesias, monasterios, conventos, seminario y Catedral, se torna un escenario propicio de misticismo en el que la referencia a la Semana Santa olecense se hace casi imprescindible.

## La Semana Santa deOrihuelaenMiguel Hernández
Miguel Hernández Gilabert, Orihuela 30 de octubre de 1910 – Alicante, 28 de marzo de 1942 fue un poeta y dramaturgo de especial relevancia en la literatura española del siglo XX. El oriolano más universal, Miguel Hernández, inmortalizó pocos años más tarde que lo hiciera Gabriel Miró, la Semana Santa de Orihuela. Las referencias a los desfiles pasionales y al sentir de la ciudad durante los mismos son constantes. 
Con letras de oro, escribía el Nazareno, poema dedicado al patrón de Orihuela, Nuestro Padre Jesús Nazareno.

## La obra deFrancisco Salzilloen la Semana Santa deOrihuela
Francisco Salzillo, genial maestro escultor del barroco español, dejó gran cantidad de obras artísticas en Orihuela.
Estas son algunas de las obras de Salzillo vinculadas a la semana santa oriolana:
- Nuestro Padre Jesús de la Caída (Cofradía del Perdón) Año 1754.

- Ecce Homo (Cofradía Ecce Homo) Año 1777

- El Cristo de la Agonía, considerado el mejor crucificado de Salzillo y uno de los mejores del barroco español. (Mayordomía de Nuestro Padre Jesús Nazareno)

- Jesús lavando los pies al príncipe de los Apóstoles,(El Lavatorio) (Cofradía del Lavatorio)

- Santísima Virgen Dolorosa (Hermandad de la Resurrección) Siglo XVII

- El Prendimiento de Jesús en el Huerto de los Olivos 1758 (desaparecido) (Archicofradía de Ntra. Sra. del Pilar)

- Jesús en el Camino de la Amargura 1758 (desaparecido) (Archicofradía de Ntra. Sra. del Pilar)

- Negación de San Pedro 1759 (desaparecido) (Archicofradía de Ntra. Sra. del Pilar)

## Orígenes del Canto de La Pasión.
La ancestral composición de El Canto de la Pasión nació, al parecer, en el oriolano convento de la Trinidad en el Siglo XVIII, remontándose hasta el siglo XV ó XVI según algunos estudiosos del tema. En su interpretación hay algunos motivos que nos recuerdan ciertas notas medievales mozárabes de nuestro querido Misterio de Elche.
Algunos estudiosos hacen mención de la similitud existente entre “La Pasión” Oriolana y las coplas interpretadas por los conocidos Auroros de la vecina provincia de Murcia. También podemos encontrar similitud con los textos de unas muy antiguas coplas de carácter pasionario de la isla de Tabarca.
D. Vicente Perpiñán, Maestro de Capilla de la Santa Iglesia Catedral de Orihuela desde julio de 1913 en un artículo publicado en el periódico “El pueblo de Orihuela” en 1.926, afirma que “estas melodías son eminentemente oriolanas, aunque con el transcurso del tiempo no podamos asegurar con certeza quién fuera el autor de tan sentida página musical, podemos atribuirla a uno de los religiosos que habitaron el convento de la Trinidad, que muy bien pudo recoger esos suspiros del alma de nuestros antepasados y, con su pluma empapada en la misma sangre del Redentor, ofrendarlo a Orihuela, para que ella fuese el inmortal cantor de las tristezas y agonías de un Dios hecho Hombre y de las lágrimas de dolor de una Virgen Madre. Oriolano es, pues, el origen de este canto”.
Este anónimo fraile trinitario plasmó en un códice una de las más bellas páginas musicales de nuestro acervo cultural autóctono, que a través de muchas vicisitudes se tuvo la suerte de recuperar hasta nuestros días.
El Canto de la Pasión  fue declarado Bien de Interés Cultural (España) en 2019.
El Canto de la Pasión se compone de tres motivos: Jueves Santo (quintilla que siempre inicia el canto), Colativas (quintillas en número de seis), Seguidilla ( más conocida como Pilatos) y Ave María, siendo sus letras principales las siguientes:
Jueves Santo.
De mañana, antes de salir el sol,
iba el Rey de las Almas 
contemplando en su pasión
por la Reina Soberana.
Por ventanas y balcones,
mucha gente se asomaba,
y al tropel de los sayones,
"¡que muera Jesús!" clamaban,
en medio de dos ladrones.
Un abrazo muy cruel,
le dio a Jesús el vil Judas,
y también le dio a beber
el Cáliz de la amargura,
vino mezclado con hiel.
Quedaos con Dios Madre mía,
vuestra bendición espero,
porque ya ha llegado el día,
que enclavado en un madero,
se cumplan las profecías.

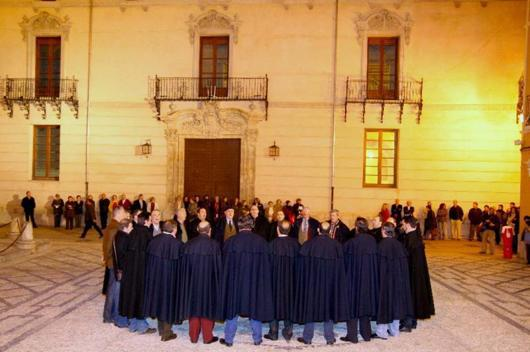
Los Cantores de La Pasión. Formación típica en círculo para la ejecución del Canto de La Pasión

Pilatos la sentencia que a Cristo le dio,
en una zafa de agua sus manos lavó.
Eso lo hizo, pensando que con ello quedaba limpio.
El Canto de la Pasión comenzó a interpretarse a cuatro voces (Bajo, Barítono, Tenor 2º y Tenor 1º), que eran interpretadas por cuatro personas, a las que acompañaba una quinta con un bombardino, instrumento musical que era el que se encargaba de dar las notas de entrada; en las primeras épocas ese quinto personaje, portaba un farol encendido que iluminaba el caminar por las calles del cuarteto de cantores.
La información más antigua que se posee en relación con la interpretación de este canto, se remonta al siglo XIX, 1.846, en donde se nos informa de la existencia de un cuarteto de cantores. Posteriormente, en 1.856 se hace referencia al famoso cuarteto llamado “Pocico de Santiago” y en 1.866 se hace referencia a dos grupos de cantores integrado el 1º por Pedro Puerto, “El Rojo Eslava”, Montero y Antonio Fabregat, y el 2º por José Díe, Adolfo Rogel, Carlos Martí y Antonio Fabregat.
A lo largo del siglo XX existen múltiples publicaciones que hacen referencia al Canto de La Pasión y según las indagaciones, el primer grupo, más antiguo, viene cantando La Pasión claramente viciada y separada de su origen, pero siguiendo a través de los años la tradición, la herencia de una composición transmitida de oído hasta 1.927 en que se confeccionan unas partituras por D. Vicente Perpiñán y D. José Casto Rodríguez.
Durante algunos años, el Canto de La Pasión desapareció de las calles de Orihuela hasta que, como hemos dicho anteriormente, en 1.927 reapareció “La Pasión” a través de las partituras realizadas por el Sr. Perpiñán y el Sr. Rodríguez. Durante los años 1.932 hasta 1.940, se vuelve a interrumpir la interpretación debido a los conocidos avatares históricos por los que atravesó nuestro país.
A partir de 1.946  desaparece la primitiva formación del grupo como cuarteto, estando constituida, en adelante, en una agrupación de voces masculinas con varios miembros en cada una de sus cuatro cuerdas. Se desconoce ciertamente desde cuando este primer grupo, el más antiguo que era conocido como "Pocico de Santiago" pasa a conocerse a nivel nacional como "Los Cantores de La Pasión".
Actualmente, en pleno Siglo XXI este tradicional Canto de La Pasión de Orihuela sigue vivo e interpretándose por las calles de nuestra ciudad durante la semana previa a la Semana Santa, la Semana de Pasión así como el Jueves Santo durante la Procesión del Silencio.